# Klaus Holländer
Klaus Holländer (* 21. November 1941 in Berlin) ist ein Brigadegeneral außer Dienst des Heeres der Bundeswehr. 

## Leben
Beförderungen
- 1962 Leutnant
- 1965 Oberleutnant
- 1968 Hauptmann
- 1972 Major
- 1975 Oberstleutnant
- 1991 Oberst
- 1997 Brigadegeneral

Holländer absolvierte das Abitur und trat am 4. April 1960 als Offizieranwärter beim Panzerbataillon 34 in Nienburg/Weser in die Bundeswehr ein. Bis 1962 absolvierte er die Offizierausbildung an der Heeresoffizierschule II in Hannover und der Panzertruppenschule in Munster, wo er zum Offizier des Truppendienstes der Panzertruppe ausgebildet wurde. Am 16. März 1962 wurde er zum Leutnant befördert. Von September 1962 bis März 1964 war er Zugführer und von April 1964 bis Januar 1967 Offizier für Militärisches Nachrichtenwesen und Personal (S2/S1) im Panzerbataillon 104 in Amberg, von Februar bis September 1967 Adjutant in der 4. Panzergrenadierdivision in Regensburg und von Oktober 1967 bis September 1969 Kompaniechef der 3. Kompanie des Panzerbataillons 104 in Amberg. Von Oktober 1969 bis März 1972 war er Adjutant des Stellvertreters des Inspekteurs des Heeres. 1972 wurde er zum Major ernannt und war von April 1972 bis Dezember 1974 Stabsoffizier für Planung, Ausbildung und Organisation (S3) im Stab der Panzerbrigade 12 in Amberg. 
Von 1975 bis 1977 war Holländer Lehrgangsteilnehmer an der Brasilianischen Heeresführungsakademie (Academia Militar das Agulhas Negras) in Rio de Janeiro, von 1975 bis 1980 stellvertretender Bataillonskommandeur und S3-Stabsoffizier des Panzerbataillons 84 in Lüneburg, von 1980 bis 1982 Taktiklehrer und Hörsaalleiter an der Offizierschule des Heeres in Hannover, von 1982 bis 1986 Bataillonskommandeur des Panzerbataillons 123 in Amberg, von 1986 bis 1990 Referent im Führungsstab des Heeres im Bundesministerium der Verteidigung in Bonn, von 1990 bis 1993 stellvertretender Brigadekommandeur der Panzergrenadierbrigade 17 in Hamburg, wurde 1990 zum Oberst ernannt und war von 1993 bis 1995 war er Referatsleiter im Führungsstab des Heeres im Bundesministerium der Verteidigung in Bonn.
Holländer war von Juni 1995 bis September 1999 Brigadekommandeur der Panzerbrigade 36. Dort erfolgte 1997 die Ernennung zum Brigadegeneral. Von August bis Dezember 1998 war er Kommandeur des deutschen Heereskontingentes im SFOR-Einsatz unter NATO-Führung und Nationaler Befehlshaber im Einsatz in Bosnien und Herzegowina. In seiner letzten Verwendung war er ab Oktober 1999 Leiter der Stammdienststelle des Heeres in Köln. Mit Ablauf des November 2001 wurde er in den Ruhestand versetzt.
Holländer ist verheiratet und hat einen Sohn sowie eine Tochter.